# Кярстна (миза)
Миза Кярстна (ест. Kärstna mõis, нім. Kerstenhof) була заснована в 1678 р. шляхом відокремлення від мизи Хельме; з 1740 р. вона належала фон Анрепам.
Двоповерховий кам'яний панський будинок, зведений в XVIII ст., було реконструйовано і наполовину розширено приблизно в 1900 р. Будинок, який згорів в 1907 р., було відновлено за проектом архітектора Отто Вільдау в стилі необарокко, однак були збережені деякі риси модерну.
В будинку мизи, експропрійованої в 1919 р. у Конрада Анрепа, з 1924 р. і по нині діє школа.
На пагорбі Кярстна, що в півтора кілометрах на захід від мизи, фон Анрепи заснували своє родинне кладовище. Побудована там каплиця зараз лежить у руїнах, але зберігся чавунний лев, поставлений на честь генерала Рейнгольда фон Анрепе, який загинув у 1807 р. під час прусько-французької війни. Пам'ятник, поставлений в 1844 р., було відлито по ескізах скульптора Бертеля Торвальдсена в берлінській імператорській ливарні; він ідентичний тим, що збереглися у Мюнстері та Любеці.